# Trichoceble floralis
Trichoceble floralis är en skalbaggsart som först beskrevs av Olivier 1790.  Trichoceble floralis ingår i släktet Trichoceble, och familjen borstbaggar. Enligt den svenska rödlistan är arten nära hotad i Sverige. Arten förekommer i Götaland, Öland, Svealand och Nedre Norrland. Artens livsmiljö är skogslandskap, jordbrukslandskap, stadsmiljö.